# Jenny Addams
Jenny Marie Beatrice Addams fue una deportista belga que compitió en esgrima, especialista en la modalidad de florete. Ganó tres medallas en el Campeonato Mundial de Esgrima entre los años 1930 y 1938.

## Palmarés internacional
| Campeonato Mundial | Campeonato Mundial        | Campeonato Mundial | Campeonato Mundial |
| Año                | Lugar                     | Medalla            | Prueba             |
| ------------------ | ------------------------- | ------------------ | ------------------ |
| 1930               | Lieja (Bélgica)           | Medalla de oro     | Florete individual |
| 1935               | Lausana (Suiza)           | Medalla de bronce  | Florete individual |
| 1938               | Pieštany (Checoslovaquia) | Medalla de bronce  | Florete individual |